# Caupo de Turaida
Caupo of Turaida o Kaupo (? - 21 de setembre de 1217) va ser un líder dels livonians finesos a principi del Segle XIII, en les actuals Letònia i Estònia durant la Croada Livoniana. De vegades se l'anomena Rei de Livònia i la Crònica d'Enric de Livònia s'hi refereix com a quasi rex (gairebé un rei).
Va ser el primer líder rellevant de Livònia a ser evangelitzat, probablement batejat al voltant de 1191 per Teodoric de Treyden. Va esdevenir un cristià fervorós, amic personal del bisbe Albert de Buxhövden, fundador de la ciutat de Riga, a qui va acompanyar entre 1203 i 1204 en un viatge a Roma per conèixer al papa Inocenci III. Segons sembla el papa en conèixer-lo va quedar impressionat i li va fer entrega d'una bíblia. En tornar del viatge la seva tribu s'havia rebel·lat en contra seva i Caupo va ajudar a conquerir i destruir el Castell de Turaida, que havia estat sota els seus dominis.
També va participar en la Croada Livoniana contra les tribus que encara no havien estat evangelitzades i va morir en la batalla del dia de Sant Mateu el 1217, a mans de les tropes del líder estonià Lembitu. El seu fill Bertold també havia mort el 1210 a la batalla d'Ümera.
La historiografia que es conserva sobre la seva figura és contradictòria. Se'l pot presentar com un traidor al seu poble i un agent de l'enemic invasor, o bé com un líder visionari que volia que el seu poble formés part de la pròspera cultura cristiana i europea. Ambdues visions estan fortament influenciades pel nacionalisme del segle xix. Algunes llegendes letones s'hi refereixen com "Kaupo, aquell que va vendre la seva ànima als bisbes estrangers."